# Пийтерфолво
Пийтерфолво (з 1946 по 2000 рік — Петрове) — село в Україні, центр Пийтерфолвівської громади Берегівського району Закарпатської області. Відстань до обласного центру становить 95 км, до Виноградова становить 25 км, що проходить автошляхом місцевого значення. Відстань до найближчих залізничних станцій Вилок та Дяково становить 10 км. Населення становить 2016 осіб.

## Топоніми
Свою назву село отримало у XVIII столітті. За легендою угорський король Андре подарував своєму феодалу маєток. Той розділив його між своїми синами — одного звали Петром (село назвали Пийтерфолво, що з угорської перекладається, як «село Петра»), а другому дісталася земля, де росло багато бобів (село назвали Тисобикень або ж «Бобове»).

## Історія
В урочищі Лаз — поселення ІІ—V століть нашої ери та давнє слов'янське VIII—IX століть. Досліджувалося експедицією УжДУ у 1974 році, відкриті житла і господарсько-виробничі об'єкти.
В урочищі Браунтог, що на південь від Петрового, відкрито багатошарове поселення культур баденської, раннього заліза і римсько-провінційної. Поселення досліджувалося експедицією УжДУ у 1977 році. В урочищі Браунтог — залишки металургійного центру перших століть нашої ери.
В урочищі Чікош Тов, на березі мертвого русла ріки Вапа, розташоване давньослов'янське поселення кінця VIII—початку ІХ століть. Досліджувалося експедицією УжДУ у 1974 році. В урочищі Вапа — неолітичне поселення культури алфелдської мальованої кераміки. В урочищі Четов — поселення давньоруського часу.
Із самого початку — один із центрів дрібнопомісних дворян, найчисельніше дрібношляхтицьке село. Коли Угочанський комітат був поділений на чотири райони, саме Пийтерфолво стало центром одного з них. Відносно досить пізно, лише у другій половині XIV століття, з'являється в історичних документах, але, імовірно, Пийтер є тим самим Петуром, про якого йдеться у «Варадинських регістрах».
Варадинські регістри — це протоколи 1214—1225 років, що містять 339 записів судових дій. Тут виконувався ордал залізом. На суд виносилися не лише карні справи, але й суперечки про маєток, спадщину, борг, особисту свободу.
Ордал — це був обряд латинської церкви. Спочатку священнослужитель виконував дві молитви, далі кропив водою залізо та місце, де мав бути розкладений вогонь для розпечення заліза. Далі відправлялася меса, під час якої прогрівалося залізо. Звинувачений брав голою рукою розпечене залізо і ніс його на означене місце (9 або 12 кроків).
Після цього руку обв'язували і запечатували печаткою капітули. Зазвичай, через три дні руку звинувачуваного розв'язували і, якщо вона не загоїлася, визнавали винним. Вирок смерті виконували відразу. При тому всьому «Варадинські регістри» є дуже важливим історичним джерелом для політичної, економічної та соціальної історії. Так от, в 1220 році на віллі Петур, такий собі Вітун напав на односельчанина Крізіусита. Першого угочанський ішпан послав на «божий суд» випробування вогнем.
Угорський історик Іштван Сабо висловив думку, що Пийтерфолво може носити ім'я того Пийтера, який разом з братами Палом та Іванком біля 1300 року захопив у тисобекенських землевласників землю в урочищі Фончол.
В наступні століття найбільшу трагедію мешканці села пережили в 1717 році, коли татари взяли в полон 177 шляхтичів, із яких 54 стратили. При спогадах про цю подію завжди вказується, кількість тих, хто загинув і тих, хто повернувся.
Історики зафіксували, що під час повернення татар додому з полоненими, на Мараморощині на них був організований напад. Тоді було успішно відбито і визволено 9000 рабів, з них 363 дворян та 498 простолюдинів із комітату Угоча.

### Присілки
Між двома світовими війнами до села належали також заселені за його межами хутори Дєрді, Понца, Сабова, Генція, Комаромі, Мелеша, Естінка, а також водяний млин, олійниця.
Для тих, хто хоче порівнювати ці дані з сучасними, потрібно зробити поправку на те, що в 1921 році до складу Пийтерфолво не входили Тисобикень, Форкошфолво, Тіводорфолво, Форголань.

Рішенням облвиконкому Закарпатської області № 155 від 15 квітня 1967 року до складу села Пийтерфолво увійшло село Федорове. Назва останнього походить від власного угорського імені Тіводор — одного з перших власників села. Старші люди дотепер згадують про два зниклі села, які були на території Тіводора — Ондрашфолво і Чотовгазо. Колись ці процвітаючі села щезли з історичної мапи. Під час чехословацької влади назва села — Федорово. Тоді в селі діяла реформатська двокласна угорська школа з двома педагогами. В липні 1945 року 70 осіб вивезли у сталінські табори, з них 22 загинули. В селі була римо-католицька церква, яка в XVIII столітті була знищена пожежею. На її місці в 1906 році споруджена реформатська церква в сучасному бароковому стилі. У 1979 році проведений капітальний ремонт святині.

Пийтерфолво має у своєму складі ще один населений пункт — Форкошфолу, який зрісся як з Тисобекенєм, так і з Пийтерфолво. Тут місцеві жителі, також шанують традиції, і, до тепер, називають себе по імені свого села. Невелике поселення, розташоване поблизу Тиси і знаходиться на відстані 25 км від районного центру і 7 км від залізничної станції Вилок. У 1851 році Фийнєш Елек писав: «Форкошфолу — руське село, близько до Тиси, 8 римо-католиків, 114 греко-католиків, 24 реформати, 14 євреїв мешкало в ньому. Ґрунти дуже родючі, у першу чергу, для кукурудзи, луки дуже добрі, дубовий ліс кожний рік приносить великий урожай жолудів. Головні власники: в значній частині з родини Форкошів, далі Довжа, Балог та їх спадкоємці.» Назва села пішла від угорської династії Форкошів (1138—1329), які були власниками села і земель. Село мало хутір Фогарашія. В радянські часи село називали Вовчанське. У 1945 році з села у сталінські табори вивезли 51 особу, 9 з них загинули.
У 1870 році граф Фогараші збудував графську садибу та невелику приватну каплицю. У 1935 році граф продав садибу євреям, а каплицю подарував місцевим греко-католикам. В часи переслідування церкви, там було розташовано склад. У 1990 році поряд спорудили дерев'яну дзвіницю, каплиця почала діяти. 2006 року місцева греко-католицька громада вирішила розширити споруду шляхом перебудови. У колишній графській садибі Фогарашія відкрився місцевий краєзнавчий музей, а навколо садиби музей під відкритим небом, де можна ознайомитися з життям та побутом затисянських угорців.
У радянські часи головною родзинкою села був парк атракціонів або ж луна-парк, збудований за часів розквіту місцевого колгоспу-мільйонера «Прикордонник», що об´єднав п´ять навколишніх сіл та був на той час потужною агропромисловою корпорацією.

## Релігія
Реформатська церква збудована у 1700-х роках.
В Пийтерфолві цікавим було релігійне життя. В селі була материнська реформатська церква, яка будувалася в три етапи. На жаль, немає точних даних про перші два етапи. Третій етап закінчився у 1862 році, коли була добудована вежа, цього ж року здійснювалася добудова і реконструкція вже існуючих будівель. У 1928 році споруду церкви знову відновили, і був встановлений великий дзвін, який відлив Егрі Ференц з Малих Геєвців, оскільки старий дзвін був забраний під час першої світової війни у 1914 році.
Після легалізації греко-католицької церкви в селі була зареєстрована її громада. Освячення каменя, хреста та ділянки під будівництво храму провів владика Мілан 23 квітня 2005 року. Проєкт невеликої базилічної церкви з стрункою вежею виконав виноградівський архітектор Василь Черкун.

## Картинна галерея
Село також відоме своєю великою картинною галереєю. Голова колгоспу, Герой Соціалістичної праці Антонін Біров, який був депутатом Верховної Ради УРСР шести скликань та побував неодноразово за кордоном, зокрема, у Великій Британії та США, вирішив піднімати культурний рівень селян та в 1986 р. заснував в тодішньому Петрові художню галерею. Для створення цього закладу культури запросив на пленер видатних закарпатських художників. Саме портрети місцевих передовиків праці стали першими експонатами новоствореної галереї. Протягом декількох років колекція поповнювалася, й нині вона налічує близько 200 робіт відомих закарпатських митців — Антона Кашшая, Василя Габди, Володимира Приходька, Василя Скакандія, Володимира Микити та багатьох інших, що зберігаються у палаці колишнього міністра сільського господарства Австро-Угорщини Ендре Дьордя.
Нині галерея (директор Іда Борбель) є другою в області за кількістю зібраних картин та поповнює свій художній фонд, переважно, за рахунок щорічних пленерів. Були також значні втрати: через пограбування галереї 2002 року, зникло декілька найцінніших картин, зокрема, роботи Йосипа Бокшая. Протягом 2009—2010 рр. коштом благодійних організацій Угорщини у палаці проведено капітальний ремонт, а саме приміщення галереї обладнано сигналізацією. Урочистості з нагоди завершення ремонтних робіт відбулися у квітні 2010 року, відзначившись виставкою творів мукачівського скульптора Петера Матли.

## Населення
Згідно з переписом УРСР 1989 року чисельність наявного населення села становила 1846 осіб, з яких 898 чоловіків та 948 жінок.
За переписом населення України 2001 року в селі мешкали 2064 особи.

### Мова
Розподіл населення за рідною мовою за даними перепису 2001 року:
| Мова       | Відсоток |
| ---------- | -------- |
| угорська   | 96,08 %  |
| українська | 3,47 %   |
| російська  | 0,30 %   |
| німецька   | 0,05 %   |
| циганська  | 0,05 %   |

## Історичні пам'ятки

### Культові споруди
- Реформатська церква збудована в 1700-х роках.

### Пам'ятки архітектури
- Палац (замок) Ендре Дьордя (угор. György Endre-kastéi) — двоповерхова вілла з вежею, споруджена 1896 року для літньої резиденції колишнього міністра сільського господарства Австро-Угорщини, члена Академії Наук Угорщини, науковця Ендре Дьордя, уродженця Хуста. Його власник згодом продав палац місцевому заможному єврею. 1944 року в приміщенні розташувалася прикордонна комендатура, а 1948 року колишній палац перетворили на середню школу для навколишніх сіл. У 1960-х роках школу переобладнали на гуртожиток для молодих спеціалістів.[5] У 1986 році була проведена реставрація будівлі та розміщена експозиція картинної галереї. У зібранні галереї налічується близько 170 робіт відомих закарпатських художників, виконаних у різних художніх жанрах. Тут зберігаються роботи й сучасних майстрів, зокрема: «Бабуся» Гаврила Глюка, «Святковий день» Андрія Коцки, «Портрет танцівниці Клари Балог» та «Старий перевал» Федора Манайла; «Ужгородський замок» Йосипа Бокшая. Збірка картинної галереї у Пийтерфолво постійно поповнюється роботами сучасних українських художників[9]/

### Меморіали, пам'ятники
- Пам'ятник 91-му куруцькому воїну армії Ференца Ракоці, які загинули у війні за незалежність Угорщини 1703—1711 років.
- Пам'ятник загиблим під час другої світової війни воякам та місцевим мешканцям.
- Пам'ятник жертвам комуністичного режиму.
- Фігура Діви Марії.

## Культура
Фольклорний гурт «Кокош бондо» з Пийтерфолво є активним учасником музичної частини щорічного Всеукраїнського ярмарку органічних продуктів, що проходить у Києві, фестивалю мисливців у виноградівському Перехресті та інших культурних заходах.

## Спорт
У 1980-х роках база сільського стадіону дозволяла проводити серйозні змагання, зокрема у тодішньому Петрово проходила всеукраїнська спартакіада фізкультурно-спортивного товариства «Колос», а місцева жіноча команда пробилася у фінал всесоюзної першості з хокею на траві, що проходив в Алма-Аті.

## Туристичні місця
- Пам'ятник 91-му куруцькому воїну армії Ференца Ракоці, які загинули у війні за незалежність Угорщини 1703—1711 років.
- Реформатський храм збудований в 1700-х роках.
- Палац (замок) Ендре Дьордя
- Неподалік від села розташований ботанічний заказник «Ботар».

## Відомі люди

### Народилися
- Ференц Кісс (11 листопада 1928, с. Пийтерфолво — 30 жовтня 1999, м. Будапешт) — угорський історик, літературний критик.
- Андраш Комароми (18 листопада 1861, с. Пийтерфолво — 5 грудня 1931, м. Будапешт) — угорський історик, архівіст, член-кореспондент Академії наук Угорщини, відомий дослідник історії Угорщини та Трансильванії.
- Бікі Меньгерт Акошович (1932—2016) — радянський та український вчений, інженер-електрик, кандидат технічних наук, фахівець в області електромагнітної індукції, лауреат Державної премії СРСР, ліквідатор наслідків аварії на Чорнобильській АЕС, автор патентів, книг, монографій з електротехніки.[13]

### Мешкали, працювали
- Антонін Біров — український радянський діяч, Герой Соціалістичної Праці. Депутат Верховної Ради УРСР 6—11-го скликань.
- Ендре Дьордь (18 березня 1848, м. Хуст — 15 січня 1927, м. Будапешт) — угорський політик, науковець, міністр сільського господарства Австро-Угорщини, член Академії Наук Угорщини (1879—1919).
- Жигмонд Моріц — визначний угорський письменник, соціальний реаліст.
- Бела Барток — угорський композитор, піаніст, музикознавець-фольклорист.
- Едгар Балог (7 вересня 1906, м. Тімішоара, Румунія — 19 червня 1996, м. Клуж-Напока, Румунія) — угорський публіцист, головний редактор, професор та ректор університету.

## Галерея

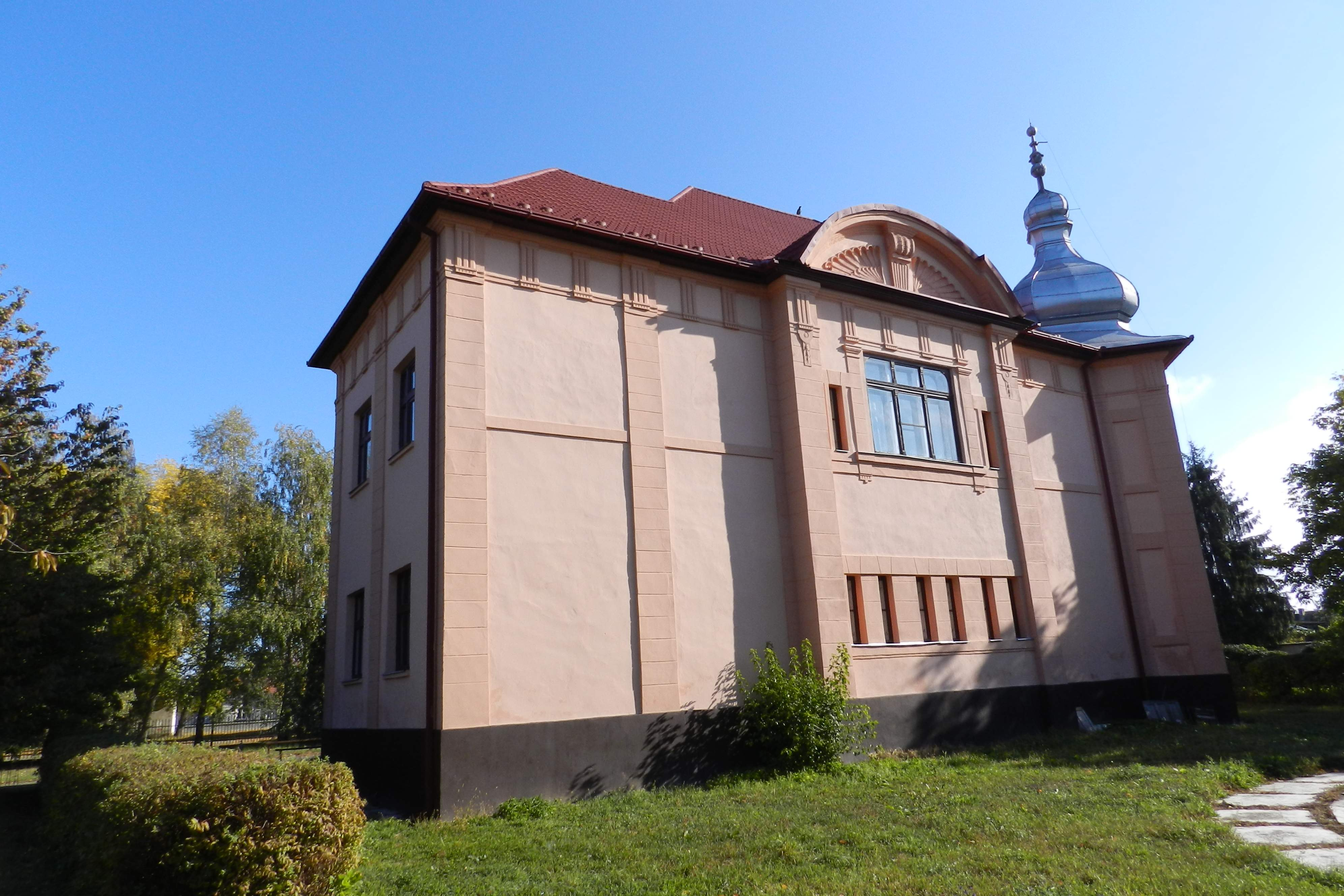
Палац Ендре Дьордя